# Dr. Fridtjof Nansen (Schiff, 2017)
Die Dr. Fridtjof Nansen ist ein Forschungsschiff der Norwegian Agency for Development Cooperation (NORAD). Betrieben wird das Schiff vom Havforskningsinstituttet.
Das Schiff wurde nach dem norwegischen Polarforscher Fridtjof Nansen benannt. Es ist das dritte norwegische Forschungsschiff mit diesem Namen. Es wird im Rahmen des EAF-Nansen-Projekts als Teil des Nansen-Programms der Norwegian Agency for Development Cooperation (NORAD) und der Ernährungs- und Landwirtschaftsorganisation der Vereinten Nationen (FAO) vor den Küsten afrikanischer, asiatischer und lateinamerikanischer Entwicklungsländer eingesetzt. Forschungsgebiete sind die marinen Ökosysteme, Fischerei und Klima.

## Geschichte
Der Bau eines neuen Forschungsschiffs, das die bisherige Dr. Fridtjof Nansen ersetzen sollte, wurde im September 2012 beschlossen. Im März 2013 wurde das norwegische Unternehmen Skipsteknisk mit dem Entwurf des Schiffes beauftragt. Das Schiff des Typs ST-369 wurde unter der Baunummer C460 von der spanischen Werft Astilleros Gondán gebaut. Die Kiellegung fand am 30. März, der Stapellauf am 23. Dezember 2015 statt. Fertigstellung und Ablieferung des Schiffes erfolgte am 5. Januar 2017. Die Schiffstaufe fand am 24. März 2017 in Oslo statt. Taufpatin war die norwegische Ministerpräsidentin Erna Solberg.
Bau und Ausrüstung des Schiffes kosteten rund NOK 550 Mio. NOK 440 Mio. steuerte der norwegische Staat bei.

## Technische Daten
Der Antrieb des Schiffes erfolgt dieselelektrisch. Für die Stromerzeugung stehen drei Dieselgeneratorsätze zur Verfügung. Zwei Generatoren werden von jeweils einem Neunzylinder-Dieselmotor des Herstellers Caterpillar (Typ: MaK 9M20C) mit 1710 kW Leistung, der dritte von einem Sechszylinder-Dieselmotor von Caterpillar (Typ: MaK 6M20C) mit 1140 kW Leistung angetrieben. Weiterhin steht ein Dieselgeneratorsatz mit einem Caterpillar-Dieselmotor (Typ: C32 Acert) als Hafen- und Notstromgenerator zur Verfügung. Die Propulsion erfolgt durch zwei Siemens-Elektromotoren mit jeweils 1.500 kW Leistung, die einen Propeller antreiben. Im Normalbetrieb treiben beide Motoren die Antriebswelle an, sie können aber auch einzeln auf die Welle wirken.
Das Schiff ist mit zwei Querstrahlsteueranlagen mit jeweils 600 kW Leistung, eine im Bug und eine im Heck, ausgestattet. Weiterhin verfügt das Schiff über eine ausfahrbare Propellergondel mit 880 kW Leistung im Bugbereich. Das Schiff ist mit einem System zur dynamischen Positionierung ausgerüstet.
Das Schiff erfüllt die Vorgaben des International Council for the Exploration of the Sea in Bezug auf das Emittieren von Unterwasserschall (ICES 209). Es kann 45 Tage auf See bleiben.

## Ausstattung
Das Schiff ist mit einem um 170° schwenkbaren Heckgalgen ausgerüstet, der 10 t heben kann. Ein weiterer, ebenfalls um 170° schwenkbarer Galgen steht für den Haupthangar, der sich auf der Steuerbordseite des Schiffs direkt hinter den Decksaufbauten befindet, zur Verfügung. Dieser Galgen kann 15 t heben. Weitere Hebewerkzeuge sind u. a. zwei Krane mit 7,5 bzw. 3 t Hebekapazität. Für die Forschung stehen insgesamt 17 elektrisch betriebene Winden zur Verfügung. Das Schiff ist für die Schleppnetzfischerei mit pelagischem Schleppnetz konzipiert.
Der Haupthangar bietet 53 m² Platz. Ein weiterer Hangar, der für das Hantieren mit CTD-Rosetten vorgesehen ist, ist 27 m² groß. Auch hier steht ein Hebewerkzeug zur Verfügung, das 3 t heben kann. An den CTD-Hangar schließt sich ein CTD-Labor an. Insgesamt befinden sich sieben Laborräume sowie eine Wetterstation an Bord.
Das Schiff ist mit verschiedenen Sonaranlagen und Echoloten ausgerüstet, darunter ein „Fishfinder“ und zwei Fächerecholote für bathymetrische Messungen. Weiterhin ist es mit Hydrophonen ausgestattet. Das Schiff ist auch für den Einsatz von ROVs ausgerüstet. Im Mast befindet sich ein Ausguck für die Beobachtung von Vögeln und Meeressäugern.
Das Schiff ist mit einem Arbeitsboot und einem schnellen Rettungsboot ausgerüstet. Beide Boote befinden sich auf der Backbordseite des Schiffes.
An Bord ist Platz für 45 Personen (15 Besatzungsmitglieder und 30 Wissenschaftler), die in 19 Einzelkabinen und 13 Doppelkabinen untergebracht werden können.